# Düsseldorfer Turn- und Sportverein Fortuna 1895 1997-1998
Questa voce raccoglie le informazioni riguardanti il Düsseldorfer Turn- und Sportverein Fortuna 1895 nelle competizioni ufficiali della stagione 1997-1998.

## Stagione
Nella stagione 1997-1998 il Fortuna Düsseldorf, allenato da Rudolf Wójtowicz, Uli Maslo e Enver Marić, concluse il campionato di 2. Bundesliga al 7º posto. In Coppa di Germania il Fortuna Düsseldorf fu eliminato al primo turno dal Lubecca.

## Rosa
| N. |                     | Ruolo | Calciatore          |
| -- | ------------------- | ----- | ------------------- |
| 1  | Germania (bandiera) | P     | Frank Kirn          |
| 28 | Germania (bandiera) | D     | Marc Beckers        |
| 3  | Polonia (bandiera)  | D     | Paweł Bocian        |
| 4  | Germania (bandiera) | D     | Kristian Zedi       |
| 8  | Germania (bandiera) | C     | Lars Unger          |
| 9  | Germania (bandiera) | D     | Christian Beeck     |
| 10 | Russia (bandiera)   | C     | Igor' Dobrovol'skij |
| 11 | Polonia (bandiera)  | A     | Marek Leśniak       |
| 27 | Germania (bandiera) | A     | Stefan Trienekens   |
| 14 | Germania (bandiera) | C     | Harald Katemann     |
| 17 | Albania (bandiera)  | A     | Igli Tare           |
| 26 | Germania (bandiera) | C     | Guido Jörres        |
| 18 | Germania (bandiera) | C     | Thorsten Judt       |
| 19 | Germania (bandiera) | D     | Mathias Jack        |

| N. |                      | Ruolo | Calciatore         |
| -- | -------------------- | ----- | ------------------ |
| 33 | Australia (bandiera) | P     | Frank Juric        |
| 23 | Germania (bandiera)  | C     | Robert Niestroj    |
| 24 | Germania (bandiera)  | D     | Rudolf Zedi        |
| 5  | Germania (bandiera)  | D     | Jörg Bach          |
| 15 | Slovenia (bandiera)  | C     | Rudi Istenič       |
| 20 | Germania (bandiera)  | C     | Mario Tolkmitt     |
| 42 | Germania (bandiera)  | P     | Thorsten Walther   |
| 12 | Germania (bandiera)  | P     | Christian Rothkopf |
| 29 | Nigeria (bandiera)   | D     | Adiele Echendu     |
| 36 | Germania (bandiera)  | D     | Holger Fach        |
| 40 | Russia (bandiera)    | C     | Gleb Panferov      |
| 2  | Germania (bandiera)  | C     | Mike Rietpietsch   |
| 13 | Brasile (bandiera)   | C     | Rodrigo            |
| 37 | Nigeria (bandiera)   | A     | Ganiyu Shittu      |

## Organigramma societario
Area tecnica
- Allenatore: Enver Marić
- Allenatore in seconda:
- Preparatore dei portieri: Enver Marić
- Preparatori atletici:

## Calciomercato

### Sessione estiva
| Acquisti | Acquisti         | Acquisti             | Acquisti |
| R.       | Nome             | da                   | Modalità |
| -------- | ---------------- | -------------------- | -------- |
| A        | Marek Leśniak    | Xamax Neuchâtel      |          |
| D        | Christian Beeck  | Hansa Rostock        |          |
| D        | Paweł Bocian     | Lech Poznań          |          |
| D        | Adiele Echendu   | Sharks               |          |
| D        | Mathias Jack     | Bochum               |          |
| A        | Tibor Jančula    | Salisburgo           |          |
| P        | Frank Juric      | Collingwood Warriors |          |
| A        | Róbert Kociš     | Austria Vienna       |          |
| C        | Gleb Panferov    | FK Mosca             |          |
| C        | Mike Rietpietsch | Bayer Leverkusen     |          |
| C        | Rodrigo          | ŁKS                  |          |
| A        | Igli Tare        | Karlsruhe            |          |
| C        | Lars Unger       | Werder Brema         |          |
| D        | Kristian Zedi    | Rot-Weiss Essen      |          |
| D        | Rudolf Zedi      | Schwarz-Weiß Essen   |          |

| Cessioni | Cessioni           | Cessioni             | Cessioni |
| R.       | Nome               | a                    | Modalità |
| -------- | ------------------ | -------------------- | -------- |
| C        | Dennis Ibrahim     | Alemannia Aquisgrana |          |
| C        | Markus Anfang      | Schalke 04           |          |
| A        | Ryszard Cyroń      | Rot-Weiss Essen      |          |
| D        | Holger Fach        | Monaco 1860          |          |
| C        | Vlatko Glavaš      | Wuppertal            |          |
| P        | Georg Koch         | PSV                  |          |
| C        | Ulf Mehlhorn       | VfB Lipsia           |          |
| C        | Abiodun Obafemi    | Reutlingen           |          |
| C        | Markus Oberleitner | Unterhaching         |          |
| C        | Oliver Schmitt     | Germania Teveren     |          |
| C        | Thomas Seeliger    | St. Pauli            |          |
| A        | Raffael Tonello    | Siegen               |          |
| D        | Karl Werner        | St. Pauli            |          |
| C        | André Winkhold     | Alemannia Aquisgrana |          |
| A        | Sergej Juran       | Bochum               |          |

### Sessione invernale
| Acquisti | Acquisti | Acquisti | Acquisti |
| R.       | Nome     | da       | Modalità |
| -------- | -------- | -------- | -------- |

| Cessioni | Cessioni                  | Cessioni        | Cessioni |
| R.       | Nome                      | a               | Modalità |
| -------- | ------------------------- | --------------- | -------- |
| A        | Tibor Jančula             | KSK Beveren     |          |
| D        | Darko Dražić              | Sebenico        |          |
| A        | Róbert Kociš              | Carl Zeiss Jena |          |
| A        | Macchambes Younga-Mouhani | Fortuna Colonia |          |

## Risultati

### 2. Bundesliga

#### Girone di andata
| Arbitro: | Berg |

|                                              |           |                                      |
| Epp 5’ Güntensperger 63’ (rig.) Gebhardt 82’ | Marcatori | 27’ Younga-Mouhani 59’ Dobrovol'skij |

| Arbitro: | Schütz |

|             |           |             |
| Jančula 81’ | Marcatori | 65’ Panadić |

| Arbitro: | Hufgard |

|                       |           |                                       |
| Ukrow 40’ Böttche 75’ | Marcatori | 31’ (rig.) Dobrovol'skij 68’ Niestroj |

| Arbitro: | Keßler |

|           |           |            |
| Unger 33’ | Marcatori | 59’ García |

| Arbitro: | Neis |

|                          |           |                          |
| Dürr 63’ Türr 67’ (rig.) | Marcatori | 49’ Rietpietsch 90’ Tare |

| Arbitro: | Fleischer |

|          |           |                                    |
| Judt 89’ | Marcatori | 42’ Savichev 68’ Pröpper 80’ Marin |

| Arbitro: | Sippel |

|                         |           |  |
| Ouakili 75’ (rig.), 82’ | Marcatori |  |

| Arbitro: | Kammerer |

|                                                                |           |          |
| Niestroj 21’ Dobrovol'skij 32’ (rig.) Rietpietsch 55’ Tare 63’ | Marcatori | 76’ Klee |

| Arbitro: | Schößling |

|  |           |                           |
|  | Marcatori | 72’, 81’ Tare 77’ Istenič |

| Arbitro: | Wack |

|  |           |          |
|  | Marcatori | 41’ Vier |

| Arbitro: | Lange |

|                   |           |  |
| Tare 45’ Judt 88’ | Marcatori |  |

| Arbitro: | Müller |

|                         |           |                                          |
| Pfuderer 40’ Kevric 50’ | Marcatori | 59’ Tare 64’ Kociš 73’ Bach 78’ Niestroj |

| Arbitro: | Wagner |

|           |           |                             |
| Beeck 45’ | Marcatori | 45’ Amadou 61’ (aut.) Unger |

| Arbitro: | Byernetzky |

|  |           |          |
|  | Marcatori | 42’ Tare |

| Arbitro: | Hilmes |

|                             |           |                                                |
| Jančula 43’ Rietpietsch 48’ | Marcatori | 27’ Slimane 38’ Iashvili 58’ Müller 90’ Pavlin |

| Arbitro: | Salver |

|                     |           |            |
| Heidrich 80’ (rig.) | Marcatori | 4’ Leśniak |

| Arbitro: | Dörr |

|                      |           |                           |
| Zedi 62’ Rodrigo 88’ | Marcatori | 4’ Zimmermann 86’ Lindner |

#### Girone di ritorno
| Düsseldorf 16 febbraio 1998, ore 19:30 CET 18ª giornata | Fortuna Düsseldorf | 0 – 0 referto | Eintracht Francoforte | Rheinstadion (12 000 spett.)\| Arbitro: \| Hauer \| |
| Arbitro:                                                | Hauer              |               |                       |                                                     |

| Arbitro: | Wezel |

|  |           |            |
|  | Marcatori | 8’ Leśniak |

| Arbitro: | Wack |

|                                        |           |                                    |
| Tare 43’, 51’ Niestroj 74’ Leśniak 88’ | Marcatori | 3’ Bradaric 56’ Claaßen 79’ Helmer |

| Arbitro: | Blumenstein |

|                                        |           |             |
| Rraklli 24’, 33’ (rig.) Zimmermann 55’ | Marcatori | 25’ Leśniak |

| Arbitro: | Wendorf |

|             |           |  |
| Leśniak 45’ | Marcatori |  |

| Arbitro: | Fleischer |

|                             |           |             |
| Marin 5’, 16’ Scharping 88’ | Marcatori | 26’ Leśniak |

| Arbitro: | Kadach |

|                      |           |  |
| Panferov 9’ Tare 90’ | Marcatori |  |

| Arbitro: | Neis |

|  |           |          |
|  | Marcatori | 64’ Fach |

| Arbitro: | Werthmann |

|                          |           |                                |
| Leśniak 37’ Niestroj 47’ | Marcatori | 18’ Grlić 73’ Renn 85’ Akonnor |

| Arbitro: | Kammerer |

|              |           |          |
| Vier 3’, 84’ | Marcatori | 59’ Jack |

| Arbitro: | Dörr |

|                                               |           |  |
| Fengler 9’ Schmugge 55’ Korobka 61’ Majek 63’ | Marcatori |  |

| Arbitro: | Weiner |

|  |           |          |
|  | Marcatori | 72’ Carl |

| Arbitro: | Buchhart |

|                                    |           |          |
| Wawrzyczek 59’ (rig.) Konetzke 80’ | Marcatori | 30’ Tare |

| Arbitro: | Hauer |

|                       |           |             |
| Niestroj 14’ Tare 84’ | Marcatori | 70’ Driller |

| Arbitro: | Wack |

|                           |           |  |
| Weißhaupt 27’ Slimane 31’ | Marcatori |  |

| Arbitro: | Zerr |

|                               |           |  |
| Leśniak 49’ Dobrovol'skij 74’ | Marcatori |  |

| Arbitro: | Lange |

|                                           |           |                                             |
| Schneider 15’ Holetschek 25’ Gerstner 38’ | Marcatori | 40’ Beeck 47’ Tare 59’ Niestroj 66’ Leśniak |

### Coppa di Germania
| Arbitro: | Koop |

|                                    |           |           |
| Behnert 63’ (rig.) Schwerinski 74’ | Marcatori | 5’ Dražić |

## Statistiche

### Statistiche di squadra
| Competizione      | Punti | In casa | In casa | In casa | In casa | In casa | In casa | In trasferta | In trasferta | In trasferta | In trasferta | In trasferta | In trasferta | Totale | Totale | Totale | Totale | Totale | Totale | DR |
| Competizione      | Punti | G       | V       | N       | P       | Gf      | Gs      | G            | V            | N            | P            | Gf           | Gs           | G      | V      | N      | P      | Gf     | Gs     | DR |
| ----------------- | ----- | ------- | ------- | ------- | ------- | ------- | ------- | ------------ | ------------ | ------------ | ------------ | ------------ | ------------ | ------ | ------ | ------ | ------ | ------ | ------ | -- |
| 2. Bundesliga     | 46    | 17      | 7       | 4       | 6       | 27      | 23      | 17           | 6            | 3            | 8            | 25           | 31           | 34     | 13     | 7      | 14     | 52     | 54     | -2 |
| Coppa di Germania | -     | 0       | 0       | 0       | 0       | 0       | 0       | 1            | 0            | 0            | 1            | 1            | 2            | 1      | 0      | 0      | 1      | 1      | 2      | -1 |
| Totale            | 46    | 17      | 7       | 4       | 6       | 27      | 23      | 18           | 6            | 3            | 9            | 26           | 33           | 35     | 13     | 7      | 15     | 53     | 56     | -3 |

### Andamento in campionato
| Giornata  | 1  | 2  | 3  | 4  | 5  | 6  | 7  | 8  | 9  | 10 | 11 | 12 | 13 | 14 | 15 | 16 | 17 | 18 | 19 | 20 | 21 | 22 | 23 | 24 | 25 | 26 | 27 | 28 | 29 | 30 | 31 | 32 | 33 | 34 |
| --------- | -- | -- | -- | -- | -- | -- | -- | -- | -- | -- | -- | -- | -- | -- | -- | -- | -- | -- | -- | -- | -- | -- | -- | -- | -- | -- | -- | -- | -- | -- | -- | -- | -- | -- |
| Luogo     | T  | C  | T  | C  | T  | C  | T  | C  | T  | C  | C  | T  | C  | T  | C  | T  | C  | C  | T  | C  | T  | C  | T  | C  | T  | C  | T  | T  | C  | T  | C  | T  | C  | T  |
| Risultato | P  | N  | N  | N  | N  | P  | P  | V  | V  | P  | V  | V  | P  | V  | P  | N  | N  | N  | V  | V  | P  | V  | P  | V  | V  | P  | P  | P  | P  | P  | V  | P  | V  | V  |
| Posizione | 12 | 12 | 15 | 15 | 13 | 17 | 17 | 15 | 12 | 16 | 13 | 8  | 12 | 7  | 9  | 11 | 11 | 11 | 10 | 8  | 9  | 7  | 8  | 7  | 5  | 7  | 8  | 12 | 13 | 14 | 11 | 12 | 11 | 7  |

Legenda:

Luogo: C = Casa; T = Trasferta. Risultato: V = Vittoria; N = Pareggio; P = Sconfitta.

### Statistiche dei giocatori
| Giocatore         | 2. Bundesliga | 2. Bundesliga | 2. Bundesliga | 2. Bundesliga | Coppa di Germania | Coppa di Germania | Coppa di Germania | Coppa di Germania | Totale   | Totale | Totale      | Totale     |
| Giocatore         | Presenze      | Reti          | Ammonizioni   | Espulsioni    | Presenze          | Reti              | Ammonizioni       | Espulsioni        | Presenze | Reti   | Ammonizioni | Espulsioni |
| ----------------- | ------------- | ------------- | ------------- | ------------- | ----------------- | ----------------- | ----------------- | ----------------- | -------- | ------ | ----------- | ---------- |
| J. Bach           | 17            | 1             | 3             | 0             | 0                 | 0                 | 0                 | 0                 | 17       | 1      | 3           | 0          |
| M. Beckers        | 5             | 0             | 0             | 0             | 0                 | 0                 | 0                 | 0                 | 5        | 0      | 0           | 0          |
| C. Beeck          | 19            | 2             | 6             | 0             | 0                 | 0                 | 0                 | 0                 | 19       | 2      | 6           | 0          |
| P. Bocian         | 23            | 0             | 4             | 0             | 0                 | 0                 | 0                 | 0                 | 23       | 0      | 4           | 0          |
| I. Dobrovol'skij  | 14            | 4             | 2             | 0             | 1                 | 0                 | 0                 | 0                 | 15       | 4      | 2           | 0          |
| D. Dražić         | 7             | 0             | 1             | 1             | 1                 | 1                 | 0                 | 0                 | 8        | 1      | 1           | 1          |
| A. Echendu        | 1             | 0             | 0             | 0             | 0                 | 0                 | 0                 | 0                 | 1        | 0      | 0           | 0          |
| H. Fach           | 10            | 1             | 0             | 0             | 0                 | 0                 | 0                 | 0                 | 10       | 1      | 0           | 0          |
| D. Ibrahim        | 1             | 0             | 0             | 0             | 1                 | 0                 | 0                 | 0                 | 2        | 0      | 0           | 0          |
| R. Istenič        | 34            | 1             | 5             | 0             | 1                 | 0                 | 0                 | 0                 | 35       | 1      | 5           | 0          |
| M. Jack           | 23            | 1             | 10            | 1             | 0                 | 0                 | 0                 | 0                 | 23       | 1      | 10          | 1          |
| T. Jančula        | 15            | 2             | 4             | 1             | 1                 | 0                 | 0                 | 0                 | 16       | 2      | 4           | 1          |
| T. Judt           | 9             | 2             | 1             | 2             | 1                 | 0                 | 0                 | 0                 | 10       | 2      | 1           | 2          |
| F. Juric          | 7             | 0             | 1             | 0             | 0                 | 0                 | 0                 | 0                 | 7        | 0      | 1           | 0          |
| G. Jörres         | 5             | 0             | 0             | 0             | 0                 | 0                 | 0                 | 0                 | 5        | 0      | 0           | 0          |
| H. Katemann       | 26            | 0             | 4             | 1             | 1                 | 0                 | 0                 | 0                 | 27       | 0      | 4           | 1          |
| F. Kirn           | 0             | 0             | 0             | 0             | 0                 | 0                 | 0                 | 0                 | 0        | 0      | 0           | 0          |
| R. Kociš          | 2             | 1             | 0             | 0             | 1                 | 0                 | 0                 | 0                 | 3        | 1      | 0           | 0          |
| M. Leśniak        | 20            | 9             | 4             | 1             | 0                 | 0                 | 0                 | 0                 | 20       | 9      | 4           | 1          |
| R. Niestroj       | 32            | 7             | 5             | 0             | 1                 | 0                 | 0                 | 0                 | 33       | 7      | 5           | 0          |
| G. Panferov       | 9             | 1             | 1             | 0             | 0                 | 0                 | 0                 | 0                 | 9        | 1      | 1           | 0          |
| M. Rietpietsch    | 28            | 3             | 3             | 0             | 1                 | 0                 | 0                 | 0                 | 29       | 3      | 3           | 0          |
| R. Rodrigo        | 17            | 1             | 3             | 0             | 1                 | 0                 | 0                 | 0                 | 18       | 1      | 3           | 0          |
| C. Rothkopf       | 0             | 0             | 0             | 0             | 0                 | 0                 | 0                 | 0                 | 0        | 0      | 0           | 0          |
| G. Shittu         | 11            | 0             | 0             | 0             | 0                 | 0                 | 0                 | 0                 | 11       | 0      | 0           | 0          |
| I. Tare           | 34            | 13            | 4             | 0             | 0                 | 0                 | 0                 | 0                 | 34       | 13     | 4           | 0          |
| M. Tolkmitt       | 4             | 0             | 1             | 0             | 0                 | 0                 | 0                 | 0                 | 4        | 0      | 1           | 0          |
| S. Trienekens     | 1             | 0             | 0             | 0             | 0                 | 0                 | 0                 | 0                 | 1        | 0      | 0           | 0          |
| L. Unger          | 32            | 1             | 2             | 0             | 1                 | 0                 | 1                 | 0                 | 33       | 1      | 3           | 0          |
| T. Walther        | 27            | 0             | 1             | 0             | 1                 | 0                 | 0                 | 0                 | 28       | 0      | 1           | 0          |
| M. Younga-Mouhani | 10            | 1             | 1             | 0             | 0                 | 0                 | 0                 | 0                 | 10       | 1      | 1           | 0          |
| K. Zedi           | 19            | 1             | 2             | 0             | 1                 | 0                 | 0                 | 0                 | 20       | 1      | 2           | 0          |
| R. Zedi           | 6             | 0             | 1             | 0             | 0                 | 0                 | 0                 | 0                 | 6        | 0      | 1           | 0          |